# Râul Mușețelu
Râul Mușețelu este un afluent al râului Olt. 